# Vilar de Santos
Vilar de Santos és un municipi de la província d'Ourense a Galícia. Pertany a la Comarca da Limia.
| 1.514 | 1.592 | 1.792 | 1.967 | 1.004 |
| Fonts: INE i IGE (Els criteris de registre censal variaren i les dades de l'INE i de l'IGE poden no coincidir.) |       |       |       |       |